# Referéndum presidencial de Perú de 1865
El referéndum presidencial del Perú de 1865 sobre si Mariano Ignacio Prado debía convertirse o no en Presidente Provisional del Perú se realizó el 28 de noviembre de 1865. Prado había llegado al poder en abril de 1865 después de lanzar un golpe militar contra el presidente Juan Antonio Pezet.
Después de que su posición fuese aprobada en el referéndum, el 28 de julio de 1866 convocó a elecciones para un Consejo Constitucional. El Consejo se reunió por primera vez el 15 de febrero de 1867, y una nueva constitución entró en vigor el 19 de agosto. Sin embargo, Prado salió del país el 8 de enero de 1868 después de los disturbios, y al día siguiente el Congreso anuló la nueva constitución.